# Silvio Confortola
Silvio Confortola (Valfurva, 13 gennaio 1910 – 27 gennaio 2003) è stato un fondista e scialpinista italiano.

## Biografia

### Carriera nello sci di fondo
Originario di Uzza di Valfurva, vinse la medaglia di bronzo nella staffetta 4x10 km ai Mondiali del 1937 a Chamonix. Rappresentò l'Italia ai V Giochi olimpici invernali di Sankt Moritz 1948 dove si piazzò sesto nella staffetta 4x10 km e diciottesimo nella 50 km.

### Carriera nello scialpinismo
Si classificò terzo, assieme ad Aristide e Mario Compagnoni, al Trofeo Mezzalama del 1935. Vinse il Trofeo nel 1938 assieme ai fratelli Aristide e Severino Compagnoni.

## Palmarès

### Sci di fondo

#### Mondiali
- 1 medaglia:
  - 1 bronzo (staffetta a Chamonix 1937)

#### Campionati italiani
- 13 medaglie:
  - 8 ori (staffetta nel 1938; staffetta nel 1939; staffetta nel 1940; staffetta nel 1941; staffetta nel 1946; staffetta nel 1947; staffetta nel 1950)[1]
  - 2 argenti (18 km nel 1939; 45 km nel 1947)
  -  3 bronzi (50 km nel 1938; 18 km nel 1943; 50 km nel 1946)[senza fonte]

### Scialpinismo

#### Trofeo Mezzalama
- 1 vittoria (nel 1938)